# Itaguaí
Itaguaí es un municipio brasilero del estado de Río de Janeiro, localizado en la Microrregión de Itaguaí perteneciente a la Mesorregión Metropolitana del Río de Janeiro a 73 km de la capital fluminense.

## Historia
Del tupi, Itaguaí sería la unión de las palabras (Ita + Guay) que significaría "lago entre piedras" o aun una derivación de la palabra Tagoahy, que quiere decir "agua amarilla".
Itaguaí fue fundada a mediados del siglo XVII, con la migración de los indios de la isla Jaguaramenon para la colina de la Cabeza Seca, atraídos por el gobierno Martim de Sá, que pretendía crear un puesto en la región. Con el tiempo, los misioneros se mudaron para la Hacienda Santa Cruz y dejaron el poblamiento indígena.
Después de la Independencia del Brasil, Itaguaí desarrolló su agricultura siendo en tiempos diversos el mayor productor de maíz, quiabo, guayaba, naranja y banana del Brasil.
En 1938 comenzó a ser construida la Universidad Federal Rural del Río de Janeiro en el distrito de Seropédica utilizando uno de los edificios de una antigua Fábrica de Seda.
En 1960 el distrito de Paracambi fue emancipado de la ciudad y en 1995 el distrito de Seropédica también se separó. 

## Geografía
El municipio se extiende por un área de 278 km² y forma parte de la región de la Baixada Fluminense, en la región de la Costa Verde estando a una altitud de 13 metros. Según el conteo de la población realizada en 2007 por el IBGE, posee 95.356 habitantes.

### Hidrografía
El principal río de Itaguaí es el río Guandu. El río Itaguaí y el río Mazomba también pasan por el municipio.

### Relieve
El relieve de Itaguaí es caracterizado por dos regiones distintas: la de las montañas y la de las planicies. Al norte y al oeste se encuentran las grandes elevaciones, extendiéndose la región llana al sur y al este donde predominan terrenos inundables y pantanos.
La Sierra del Mar delimita el municipio con Río Claro, Piraí y Paracambi. Las principales sierras son las de Itaguaí, Caçador, Guardia Grande y Mazomba. En los límites con el municipio de Río Claro se localiza el punto culminante del municipio con 1136 metros de altitud.